# Nemesdy Ervin (útépítő mérnök, 1925–2002)
Nemesdy Ervin (Balassagyarmat, 1925. november 23. – Budapest, 2002. június 14.) útépítő mérnök, egyetemi tanár, az útépítés egyetemi szintű oktatásának újraindítója, a BME Útépítési tanszékének alapítója.

## Élete
1948-ban szerzett diplomát a Magyar Királyi József Nádor Műszaki és Gazdaságtudományi Egyetemen (ma: BME), és rögtön az Út-Vasútépítési és Közlekedési Tanszékre került tanársegédnek. Kezdetben vasúttervezéssel és -építéssel foglalkozott, ám oktatói és elméleti munkássága egyre inkább az útépítéshez kötötte. 1953-ban kandidált, 1960-ban doktorált. Az 1963-ban - részben az ő közreműködésével - ismét megalakult Útépítési Tanszék tanszékvezető egyetemi tanára lett 27 éven keresztül, 1990-ig. Számos magyarországi út és autópálya geometriai tervezése és pályaszerkezete az általa összefoglalt ismeretek alapján készült. A tanszéken korszerű aszfaltmechanikai vizsgálólaboratóriumot hozott létre, új vizsgálati eljárása külföldön budapesti módszer néven lett ismert. 1989-től a Karlsruhei Műszaki Egyetem vendégtanára volt, 1990-től 1995-ig egyetemi tanárként dolgozott a BME tanszékén.
1973-tól a Közúti és Mélyépítéstudományi Szemle felelős szerkesztője.
A Magyar Tudományos Akadémia közlekedéstudományi bizottságának tagja, majd elnöke, a Közlekedéstudományi Egyesület alelnöke, a közúti szakosztály elnöke volt. 1994-től 1999-ig a MAÚT Magyar Út- és Vasútügyi Társaság alelnöke, 1999-től tiszteletbeli elnöke volt.

## Díjai[8]
- Jáky József-emlékérem
- MTESZ-díj (1982)
- BME Emlékérem (1995)
- Millearium Aureum - Aranymérföldkő Plakett (2001)
- MTESZ-díj (2001)
- Zielinski Szilárd-díj (2001)

## Fontosabb munkái
- Út-, vasútépítéstan 1. : a vízépítő, valamint a híd- és szerkezetépítő szakos mérnökhallg. részére - Tankönyvkiadó 1965
- Út- vasútépítéstan 2. r. : vasútépítéstan : [a vízépítő, valamint a híd- és szerkezetépítő szakos mérnökhallg. részére] - Tankönyvkiadó 1963
- Utak és autópályák pályaszerkezete - Műszaki Könyvkiadó 1971
- Utak és autópályák tervezési alapjai - Műszaki Könyvkiadó 1974